# Nina Simonovich-Efimova
Nina Simonóvich-Efímova (en ruso: Ни́на Симоно́вич-Ефи́мова, 21 de enero de 1877 - 24 de febrero de 1948) fue una artista rusa, reconocida por ser una de las primeras marionetistas profesionales de ese país. Junto con su esposo Iván Efímov fundó la tradición del teatro de marionetas ruso, actuando como fuerza motriz detrás de las presentaciones de la pareja Efímov. Nina perteneció a una familia de célebres artistas, entre los que destacan Valentín Serov, Aleksandr Serov y Valentina Serova.
Nacida en San Petersburgo, en el seno de una familia de raíces judío-alemanas cuyos profesionales incluían comerciantes, médicos, compositores y académicos, Simonóvich-Efímova recibió una estricta educación y pasó casi dos décadas estudiando arte tanto en Rusia como en París para perfeccionar su arte. Educada en grabado, acuarela y pintura al óleo, Nina ayudó a revivir el arte de la silueta en la Rusia del siglo XX.
A partir de 1916, Simonóvich-Efímova comenzó a actuar en teatros de salón cuando era niña, y comenzó a montar espectáculos de marionetas para otros artistas. Las obras fueron tan bien recibidas que Nina y su esposo fueron invitados a crear un teatro de marionetas para niños por las autoridades rusas en 1918, convirtiéndose en dos de los primeros marionetistas profesionales en Rusia. La artista creó diseños innovadores para hacer que sus maniquíes parecieran reales, promoviendo su trabajo mediante la publicación de libros y la enseñanza de la teoría y el diseño de marionetas. Nina y su esposo son reconocidos como la primera pareja marionetista rusa, aunque ella fue la que decidió elevar e impulsar este arte en el país europeo. Realizaron más de 1500 espectáculos en toda Rusia entre 1920 y 1940, moviéndose de un lugar a otro con su teatro de marionetas ambulante.
Inspirada por la gente que conoció y por sus experiencias mientras viajaba por Rusia, Simonóvich-Efímova continuó pintando a lo largo de su vida. Aunque muchas de sus escenas representan paisajes y arquitectura histórica, también era conocida por sus obras de mujeres vestidas con trajes tradicionales en su vida cotidiana. También creó una serie de bocetos mientras trabajaba en el Primer Hospital Móvil durante la Segunda Guerra Mundial. Sus obras de dicho periodo buscaban captar el esfuerzo valiente de los soldados que atendía. Ejemplos de su trabajo se encuentran en los principales museos rusos. 

## Primeros años
Nina Yákovlevna Simonóvich nació el 21 de enero de 1877 en San Petersburgo, Rusia, hija de Adelaída Semiónovna Simonóvich (de soltera Bergman) y de Yákov Mirónovich Simonóvich. Sus abuelos maternos, Augustina (de soltera Gutsohn) y Semión Bergman, eran comerciantes de herencia judeo-alemana, que poseían y operaban su propio negocio mercantil. Su padre era un médico que trabajaba en el ala de tifus del Hospital Aleksándrovskaya y más tarde en el Hospital Infantil Elizabeth de San Petersburgo, además de ayudar a su esposa a publicar la revista Detski sad (en ruso: Детский сад, que significa jardín infantil o guardería). Su madre, a la que se le negó la educación superior en su país de origen, tuvo que mudarse a Suiza, donde aprendió los métodos del pedagogo Friedrich Fröbel antes de regresar a San Petersburgo, donde abrió el primer jardín infantil de Rusia en 1866. Su tía, Valentina Serova, fue la primera mujer compositora profesional rusa, y su marido, Aleksandr, también fue compositor.
Simonóvich tuvo cinco hermanos. Sus padres también ayudaron a criar a su primo, Valentín Serov, luego de la muerte de su madre, así como a Olga Trúbnikova, quien más tarde se casaría con Serov. Olga era la hija de un antiguo paciente del padre de Simonóvich. La familia la adoptó en 1879, después de la muerte de su progenitora. Viviendo su juventud en San Petersburgo, Simonóvich estudió arte por primera vez con su primo Serov, con quien se formó entre 1880 y 1890. Desde su infancia, Simonóvich escenificó teatros de salón, incluyendo sombras chinescas en sus actuaciones. Entre 1888 y 1896, asistió a la escuela secundaria en el Gimnasio M.N. Stoyúnina (ruso: гимназии М. Н. Стоюниной).

## Primeros años de carrera

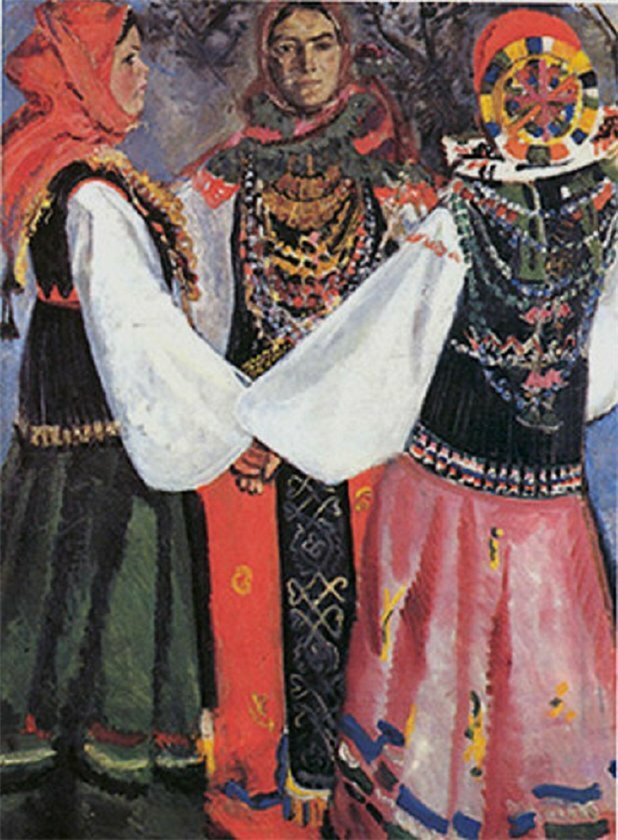
Pintura de Simonóvich-Efímova, representando a las campesinas rusas con sus atuendos tradicionales, 1914.

A partir de 1897, Simonóvich empezó a impartir clases de arte en un internado de Tiflis y en una escuela privada dirigida por O.M. Shmerling. Dejó Tiflis en 1899 y se trasladó a París, donde estudió dibujo artístico con Louis Charles Delescluze durante un año, antes de regresar a Moscú para tomar cursos privados de pintura con Elizaveta Nikoláievna Zvántseva y asistir a clases en la Escuela de Arte Stróganov. Simonóvich regresó a París en 1901 y estudió pintura con Eugène Carrière hasta finales del siguiente año, aprendiendo el estilo impresionista de maestros como Toulouse-Lautrec y Van Gogh.
De vuelta en Moscú en 1904, Simonóvich se matriculó en la Escuela de Pintura, Escultura y Arquitectura de Moscú. En 1906, se casó con su compañero de estudios Iván Efímov, que en ese momento estudiaba escultura. Los dos continuaron sus estudios de arte en la Escuela de Moscú, tomando un descanso entre 1909 y 1911 para estudiar con el pintor Henri Matisse en París, a la espera de su graduación en 1911. La pareja regresó brevemente a París, antes de trasladarse en 1912 a Lípetsk, donde pasaron unos meses en la finca de la familia Efímov, conocida como «Otrádnoe». Sus obras en el período comprendido entre 1911 y 1915 eran de composición tradicional y mostraban un habitual uso de colores fuertes, particularmente evidentes en sus pinturas de campesinos rusos.
Entre 1910 y 1930, Simonóvich-Efímova fue miembro de la Asociación de Artistas de Moscú (MTX), donde también expuso sus obras. De este modo se convirtió en una de las principales participantes en el renacimiento del arte de la silueta a principios del siglo XX y también ganó reputación como una destacada grabadora. Presentaba siluetas con detalles sobrios en sus representaciones teatrales, utilizando celofán azul para filtrar la luz, unificando varias formas y añadiendo brillo al efecto general. Algunas de sus siluetas eran retratos, como su representación del filósofo e historiador Pável Florenski en 1926, que captaba correctamente su imagen, así como su personalidad y su vestimenta. Su primo Valentín Serov fue un constante mentor de la pareja Efímov. Lo compartieron como profesor y siguieron sus exigentes normas para obtener su aprobación, algo poco común en el gremio artístico.

## Carrera como marionetista

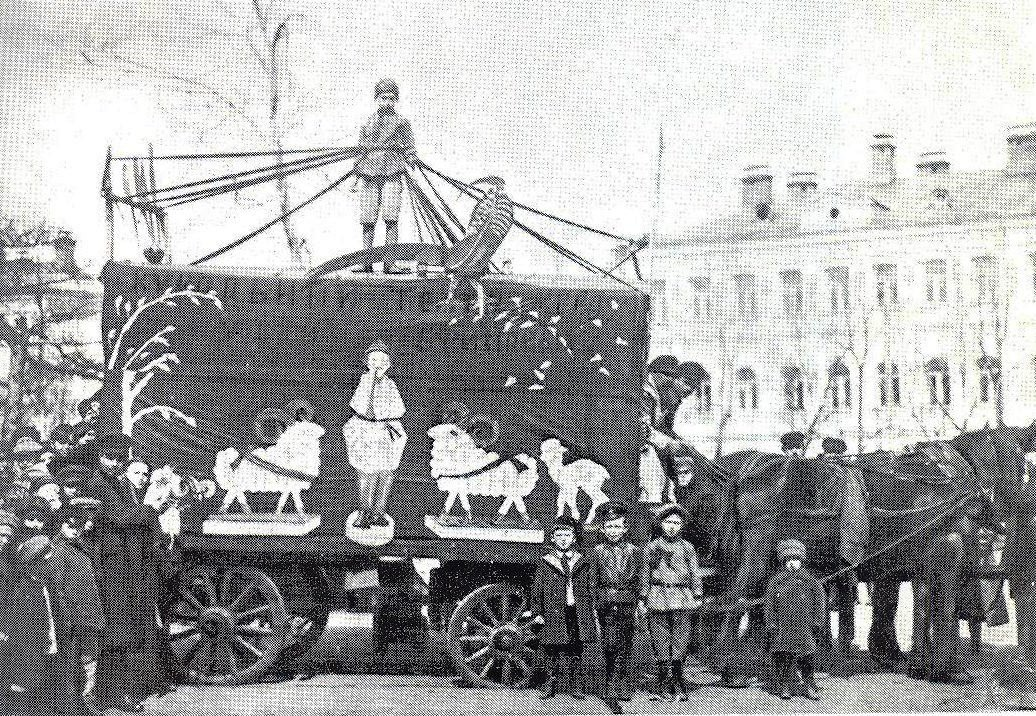
Teatro ambulante de la pareja Efímov en Moscú, 1919.

En 1916, ofreciéndose como voluntaria para representar un espectáculo de marionetas para los miembros de la Asociación de Artistas de Moscú, creó una obra de teatro con cinco marionetas basada vagamente en el personaje folclórico de Petrushka, un personaje pícaro que se utiliza a menudo para comentar los vicios sociales de la sociedad contemporánea y que tuvo una gran acogida. Realizó nuevamente la actuación antes de recibir una invitación para volver a poner en escena la obra en el Café Pittoresque, un conocido cabaré. Habiendo perdido su marioneta bufón, escribió dos nuevas obras de teatro y las representó con su esposo. En ellas adaptó las fábulas de Iván Krylov El ermitaño y el oso y Dos ratones. Acto seguido realizó otras actuaciones con su marido, en cafés, en casas de amigos y en el Teatro del Hermitage entre 1916 y 1918.
Los acontecimientos de la Revolución de Octubre convencieron a Simonóvich-Efímova de abandonar la pintura, pues, según ella, la pintura de caballete no tenía un «propósito benéfico». La carrera de Simonóvich-Efímova se orientó entonces hacia el marionetismo profesional, creando un teatro móvil con el propósito de proporcionar una alegre distracción ante los acontecimientos de la guerra civil. La pareja comenzó a viajar y a actuar como marionetistas itinerantes, visitando lugares que rara vez frecuentaban los artistas teatrales tradicionales. Brindando más de setenta espectáculos en Moscú y en sus alrededores, viajaron siguiendo el curso de los ríos Kama y Volga durante los meses de verano, interpretando su versión de Petrushka y de las fábulas de Krylov.
En el otoño de 1918, la popularidad de la pareja hizo que fueran invitados a montar un teatro para niños de acuerdo con la política de reestructuración socialista del gobierno. Su esposo se encargó de que el teatro del Pasaje Mamónovski se dedicara a la producción de marionetas. Al enfocarse en las producciones infantiles, la pareja Efímov evitó la presión del gobierno para que realizaran temas de orientación comunista. Simonóvich-Efímova desarrolló títeres de guante y de sombra para recrear fábulas y cuentos de hadas basados en las obras de Krylov y de Hans Christian Andersen. Incluían adaptaciones de temas tradicionales como los cuentos de Mena, Baba Yagá, Shrovetide y Los niños campesinos de Nikolái Nekrásov. A partir de entonces ofrecieron veinte espectáculos al mes durante los siguientes ocho meses, mientras actuaban simultáneamente con su teatro itinerante. El teatro del Pasaje Mamónovski cerró entonces, marcando el último compromiso de la pareja en un lugar permanente. Durante los siguientes seis años, el principal medio de sustento de la pareja provino del teatro itinerante. Entre 1916 y 1924, a menudo con la ayuda de su hijo Adrián, la pareja escenificó alrededor de 600 representaciones, que pudieron ayudar momentáneamente a la población a mitigar las hambrunas y la violencia de la época. Simonóvich-Efímova actuó en hospitales infantiles y asilos mentales, contribuyendo al legado filantrópico de su familia.

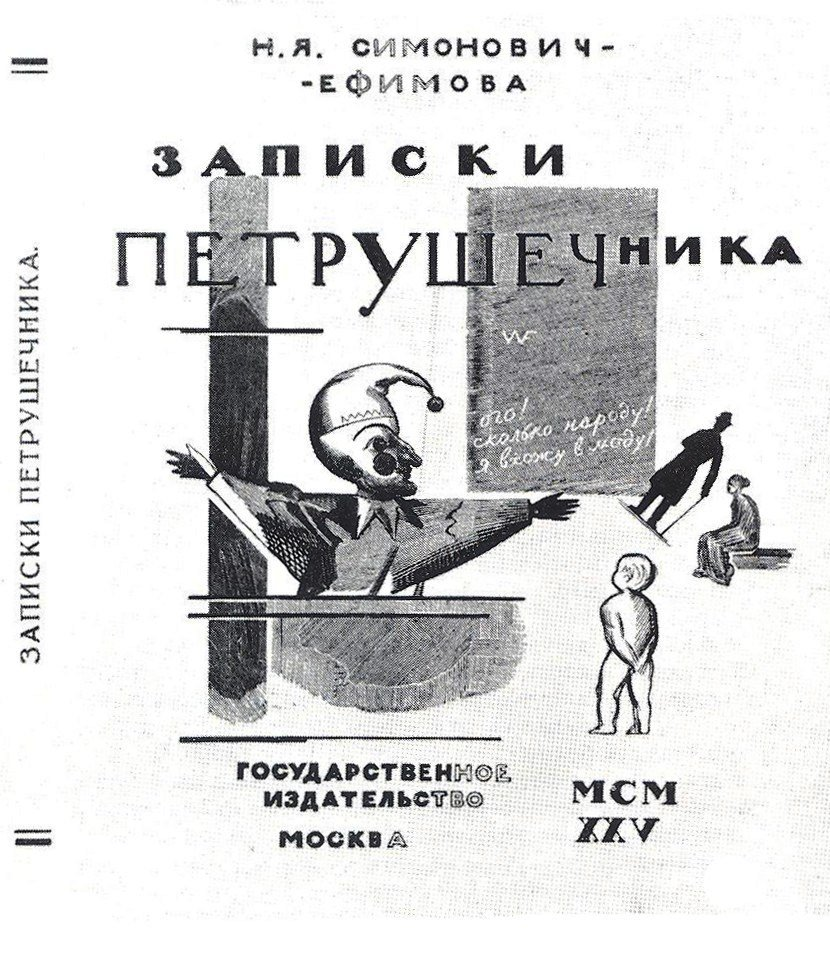
Portada de Notas de un petrushkista de Simonóvich-Efímova (1925).

Queriendo complementar sus artes, Simonóvich-Efímova comenzó a publicar obras escritas «para establecer la validez de las marionetas como una disciplina única en el ámbito de las artes visuales». Publicó libros y folletos sobre diseño y movimiento, incluyendo una historia del arte y descripciones de los marionetistas más destacados. Una de sus obras más conocidas, Notas de un petrushkista (en ruso: Записки петрушечника, 1925), detalla sus actuaciones y teorías, junto con dibujos y descripciones de sus obras. En 1930 brindó un discurso en la primera Conferencia de Teatros de Marionetas de la Unión Soviética, presentando sus ideas sobre este arte y rechazando la idea general de que las marionetas son autómatas sin vida, sosteniendo que el marionetista debe convencer al público de la vitalidad de sus personajes. El arte de crear esta vitalidad implicaba una conexión íntima entre la marioneta y su intérprete, una hazaña que, en su opinión, no podía lograrse de la noche a la mañana. Ella veía la conexión entre el maniquí y el manipulador como una colaboración simbiótica: en lugar de que el marionetista obligara a coreografiar a la marioneta, las limitaciones de la marioneta ayudaban a su intérprete a aprender a comunicarse de una manera nueva. A diferencia de un actor que interactúa con sus pares, la marioneta se comunica tanto con otros actores como con el propio marionetista.
En 1935, las notas de Simonóvich-Efímova fueron traducidas y publicadas en inglés, como The Adventures of a Russian Puppet Theatre (Las Aventuras de un Teatro de Marionetas Ruso), llevando sus ideas al resto del mundo. Como resultado, sus teorías y técnicas se volvieron influyentes en los Estados Unidos, con varios instructores universitarios que hicieron uso académico de su técnica. En 1940 publicó diseños adicionales y teorías de marionetas de varillas (en ruso, Куклы на тростях).

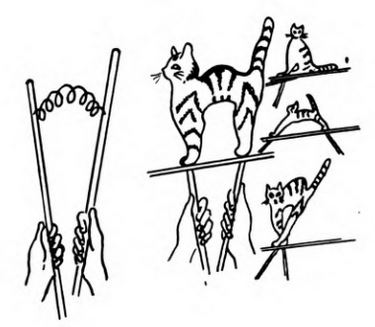
Diseño de la marioneta de un gato, por Nina Simonóvich-Efímova.

Llevando el diseño al límite, Simonóvich-Efímova creó marionetas para llevarlas en la cabeza, permitiendo al marionetista manipular varios personajes simultáneamente. Patentó un nuevo tipo de marioneta con varillas adheridas a los codos para liberar las manos. Para que sus diseños parecieran más reales, la pareja ideó un sistema en el que los brazos eran más alargados. En el guante se introducían varas en lugar de los dedos del marionetista para manipular los brazos, a los que se les permitía moverse manipulando las cuerdas dentro del cuerpo del muñeco. Simonovich-Efimova utilizaba otros aparatos, como muelles en el cuerpo de una marioneta de gato para darle la flexibilidad de un animal vivo. Estas innovaciones permitieron que sus marionetas finamente formadas y elegantemente vestidas se movieran de forma natural, en lugar de desplazarse con los movimientos rígidos y espasmódicos de sus predecesores. En una época en la que casi todas las representaciones de marionetas estaban diseñadas para entretener a los niños o la ideología del gobierno de turno, Simonovich-Efimova hizo todo lo posible por presentar espectáculos para adultos, entre ellos The Enchanted Pear Tree, Macbeth y otras obras de Molière y Mijaíl Saltykov-Shchedrín. Aunque también hizo adaptaciones en su trabajo con fábulas para reemplazar lo que se veía como ideas anticuadas, como la sustitución de siervos por jóvenes personajes comunistas, Simonóvich-Efímova se centró en el arte, el entretenimiento y el profesionalismo. También desarrolló un nuevo sistema de maniquíes de tamaño natural, desdibujando las líneas entre la marioneta y la actuación, cuando bailó en el escenario con su Petrushka. Entre 1920 y 1940, los Efímov realizaron entre 1500 y 2000 espectáculos con marionetas.

## Regreso a la pintura
Mientras viajaba con su espectáculo teatral, el interés de Simonóvich-Efímova por la pintura se reavivó. Se inspiró en ella para representar a las mujeres con sus trajes regionales cosechando patatas, atendiendo a sus hijos o asistiendo a ferias y festivales. Pintó cuadros de mujeres y niñas en 1924 y de nuevo en 1926 mientras se encontraba en Lípetsk; imágenes coloridas con rojos, verdes y ámbar en una serie llamada «Mujeres Tambov»; escenas pintorescas de Baskortostán y de Udmurtia; y una serie creada en Crimea y Veliki Nóvgorod, que fue aclamada por la crítica especializada. Las pinturas de Veliki Nóvgorod comenzaron en un período en el que los Efímov habían huido de Moscú en 1935 debido a la agitación política generada por las llamadas purgas. El miedo al arresto, a la denuncia o a la extorsión creó incertidumbre en todos los estratos de la sociedad, y los artistas no fueron ajenos a esta realidad. Las pinturas de esta época comprenden en su mayoría paisajes de la zona que rodea la ciudad y edificios antiguos, por donde Simonóvich-Efímova caminaba para disfrutar de la paz de su entorno.
A partir de 1928 y hasta 1942, Simonóvich-Efímova enseñó técnicas de teatro de sombras en la Casa de Educación Artística, que lleva el nombre de Nadezhda Krúpskaya. También enseñó en el Museo para la Protección de la Maternidad y la Infancia de Moscú, en el Sindicato de Trabajadores de Teatro de la Federación Rusa y en el teatro de variedades de la Mosestrada. En la década de 1930, trabajó como diseñadora de interiores para algunos de los edificios públicos de Moscú y creó composiciones de siluetas en movimiento para el Museo Central de Etnología y la Exposición Agrícola Sindical. A mediados de los años 30, la composición de Simonóvich-Efímova From the Moscow Noble and Merchant to the Moscow Socialist se instaló en el parque Gorki.
Cuando estalló la Gran Guerra Patria en 1941, la pareja de artistas se negó a abandonar Moscú, aunque el invierno de ese año fue terriblemente frío. Simonóvich-Efímova trabajó en el distrito de Lefórtovo, en el primer hospital móvil, atendiendo a los soldados heridos y escribiendo cartas para ellos a sus familias y camaradas. En una serie de dibujos llamada Los heridos, Nina realizó retratos de los soldados tratando de capturar su coraje, describiendo sus heridas en el reverso de los dibujos. Algunos de los dibujos fueron creados en óleo o acuarela, mientras pasaba la mayor parte de las horas de luz del día en el hospital. Por las tardes, la pareja trabajaba en el teatro de marionetas, preparando espectáculos para las tropas basados en temas históricos y patrióticos. También permitían en algunos casos que los artistas se refugiaran en sus casas y trabajaran en el pequeño jardín para complementar su alimentación. Entrenaban y ensayaban a sus actores a diario, aunque era difícil encontrar actores masculinos, a lo que se sumaba la escasez de gas y electricidad. Simonóvich-Efímova también compiló una memoria de su primo y maestro, Valentín Serov, aunque su libro, Memorias de V. A. Serov (en ruso: Воспоминания о В. А. Серове) no se publicó hasta 1964.

## Fallecimiento y legado
Simonóvich-Efímova murió el 24 de febrero de 1948 en Moscú, en la Unión Soviética. Póstumamente, fue admitida en la Academia Internacional de Marionetistas por sus innovaciones en marionetas de tamaño natural. La pareja es conocida como la precursora de las marionetas rusas. Dejó un gran legado, que incluye unas 3000 obras, algunas de las cuales se encuentran en un taller conmemorativo en su antigua casa, aunque los historiadores del arte ignoraron su obra hasta finales del siglo XX. Sus obras pueden verse en las colecciones permanentes del Museo Estatal Ruso, la Galería Tretiakov y la Galería de Arte Regional de Tver, entre otras. Se realizaron exposiciones individuales póstumas de su obra en 1959, 1968 y 1975. En 2011, el Museo de Arte Ruso (TMORA) de Mineápolis, Minnesota, incluyó algunas de sus pinturas étnicas de mujeres con su vestimenta nativa. Al año siguiente, su libro de 1935, Adventures of a Russian Puppet Theatre, fue reimpreso por Martino Publishing. El cráter Efimova en Venus lleva su apellido.

### Citas
1. 1 2  Prochorov, 1975, p. 77.
2. 1 2 3 4  Groshong, 2002.
3. 1 2 3 4 5 6 7 8  Lipetsk Regional Universal Scientific Library, 2013.
4. 1 2 3 4  Kindergarten 100 Years Ago, 2004.
5. ↑  Медовар, 1999.
6. ↑  Кульбин, 1883.
7. 1 2  Posner, 2012, p. 121.
8. ↑  Uspenskaya, 2015.
9. ↑  Posner, 2012, p. 122.
10. 1 2 3  Колосов, 2007.
11. ↑  Руденко, 2016.
12. 1 2 3 4 5 6 7 8 9 10  Карпова, 2016.
13. ↑  Reeder, 1989, p. 112.
14. ↑  Misler, 2006, pp. 13–14, 51.
15. ↑  Ковычева, 2014.
16. 1 2  Knight, 1992, p. 12.
17. 1 2 3  Posner, 2012, p. 124.
18. ↑  Reeder, 1989, p. 106.
19. 1 2  Posner, 2012, p. 125.
20. ↑  Posner, 2012, pp. 126–127.
21. 1 2  Batchelder, 1947, p. 173.
22. 1 2  Posner, 2012, p. 127.
23. ↑  Misler, 2006, pp. 126, 129.
24. ↑  Knight, 1992, p. 37.
25. ↑  Posner, 2012, p. 128.
26. ↑  Posner, 2014, p. 131.
27. ↑  Posner, 2014, p. 139.
28. ↑  Batchelder, 1947, p. 175.
29. 1 2  Batchelder y Michael, 1947, p. 6.
30. 1 2 3  Шмидт, 2013.
31. 1 2 3  Posner, 2014, p. 140.
32. 1 2  Batchelder, 1947, p. 174.
33. ↑  Knight, 1992, p. 36.
34. ↑  Batchelder, 1947, p. 219.
35. ↑  Reeder, 1989, p. 111.
36. ↑  Misler, 2006, pp. 50–51.
37. ↑  Hough y Fainsod, 1979, pp. 174–175.
38. 1 2 3 4  Голицына, 2005.
39. ↑  Tver Gallery, 2008.
40. ↑  Abbe, 2011.
41. ↑  Efimova, 2012.
42. ↑  Russell, 1994, p. 4.